# Stilte (roman)
Stilte (Japans: 沈黙, Chinmoku) is een historische roman van de Japanse schrijver Shusaku Endo. Het boek, dat in 1966 voor het eerst werd uitgegeven en bekroond met de Tanizakiprijs, wordt beschouwd als een van zijn belangrijkste werken. 

## Samenvatting
Fr. Sebastião Rodrigues, een jonge Portugese jezuïet, reist samen met fr. Francisco Garpe naar Japan om er de lokale Kerk bij te staan en te onderzoeken wat er gebeurd is met zijn mentor, priester Cristóvão Ferreira. Die zou naar verluidt afstand van zijn geloof genomen hebben.
De twee broeders komen in 1638 aan in Japan, waar ze ontdekken dat de christelijke bevolking wordt opgespoord door veiligheidsambtenaren. De christenen worden vervolgens verplicht om afstand te nemen van hun geloof door een fumie te vertrappen. Degenen die weigeren op de afbeelding van Christus te trappen, worden door anazuri (穴吊り) ondersteboven opgehangen terwijl ze langzaam doodbloeden.
Ook Rodrigues en Garpe worden uiteindelijk gearresteerd door de autoriteiten. Ze worden geconfronteerd met de gruwelijke vervolging van de Japanse christenen door de gouverneur van Nagasaki, Masashige Inoue. In het verleden werden de priesters zelf gemarteld en verplicht om afstand te nemen van hun geloof, maar sinds kort worden andere christenen gemarteld om de priesters onder druk te zetten. Fr. Ferreira was de eerste op wie deze tactiek werd toegepast. Het enige wat de priesters moeten doen om het lijden van de Japanse christenen te stoppen, is hun geloof verloochenen.
Rodrigues hoort in de gevangenis voortdurend het gekreun en gehuil van de doodbloedende christenen en stelt zich de vraag of het zelfzuchtig en onbarmhartig is om anderen te laten lijden uit liefde voor Christus. Wanneer hij uiteindelijk naar een fumie geleid wordt en op het punt staat zijn voet op de afbeelding van Christus te plaatsen, begint de beeltenis te spreken. Het is Christus die voor het eerst de stilte doorbreekt.

## Vertelperspectief
De helft van het boek bestaat uit een dagboek van de protagonist. De rest wordt verteld in de derde persoon of aan de hand van brieven van andere personages.

## Achtergrond
Het hoofdpersonage, Sebastião Rodrigues, zou gebaseerd zijn op de Italiaanse jezuïet Giuseppe Chiara (1602-1685). In werkelijkheid maakte Giuseppe Chiara deel uit van een groep van vier jezuïeten, die in 1643 vanuit Manilla naar Japan reisden om Cristóvão Ferreira te bewegen terug te komen op zijn geloofsafval. De groep werd onmiddellijk na aankomst in Japan gearresteerd. Ferreira verrichtte in die tijd werkzaamheden voor de Japanse inquisitie. Bij hun ondervraging was Ferreira de tolk. Net als Ferreira in 1633 deden ook deze vier jezuïeten na foltering afstand van hun geloof.   
Verder liet de auteur zich ook inspireren door zijn eigen leven en geloofservaring. In Japan werd de katholieke Endo geconfronteerd met religieuze discriminatie. Toen hij later naar Frankrijk verhuisde, werd hij omwille van zijn nationaliteit het slachtoffer van racisme. In die periode leed hij ook aan tuberculose.

## Film en symfonie
In 1971 werd de roman verfilmd onder de titel Chinmoku, Japans voor stilte. De film werd geregisseerd door Masahiro Shinoda.
In 2016 bracht ook regisseur Martin Scorsese een verfilming van het boek uit.
Stilte diende als basis voor Symphony no. 3 Silence, dat in 2002 gecomponeerd werd door de Schotse dirigent James MacMillan.